# Notothenia trigramma
Notothenia trigramma (Regan, 1913) è una specie di pesce attinopterigio della famiglia dei Nototenidi, nativa dell'Oceano Atlantico meridionale.

## Tassonomia
Notothenia trigramma fu descritto formalmente per la prima volta nel 1913 dall'ittiologo inglese Charles Tate Regan, con il tipo nomenclaturale raccolto nel porto di Port Stanley nelle Isole Falkland. Alcuni autori classificano questa specie nel genere Paranotothenia, tuttavia FishBase la inserisce in Notothenia, in attesa di ulteriori studi. Altre autorità in questo campo hanno collocato N. trigramma nel genere Patagonotothen, rendendola un sinonimo di Patagonotothen canina. Il nome specifico trigramma significa "tre linee"", in riferimento alle tre linee laterali possedute da questa specie.

## Descrizione
L'olotipo di questa specie ha un corpo lungo 28 centimetri, cinque volte la sua altezza. La fauce inferiore protende rispetto alla superiore e la mascella raggiunge il primo terzo dell'occhio. La testa è squamosa, eccezion fatta per il muso, il naso e le branchie. La prima pinna dorsale ha 6 raggi spinosi, la seconda 34 raggi molli mentre la pinna anale ne possiede 32. La pinna caudale è arrotondata. Vi sono tre linee laterali, una superiore, una centrale e una inferiore. Il colore generale è marrone con le pinne che scuriscono.

## Distribuzione, habitat e biologia
Notothenia trigramma è caratteristico delle acque circostanti le Isole Falkland. È una delle specie meno conosciute del genere Notothenia, di cui però sappiamo sia essere un pesce demersale.